# Photo souvenir
Pour plus de détails, voir Fiche technique et Distribution.
Photo souvenir est un téléfilm français réalisé par Edmond Séchan, diffusé en 1978. Il fait partie de la série Cinéma 16 sur FR3.

## Fiche technique
- Titre : Photo souvenir
- Réalisation : Edmond Séchan
- Scénario : Edmond Séchan et Jean-Claude Carrière
- Musique : Georges Delerue
- Pays d'origine : France
- Genre : drame
- Date de première diffusion : 1978

## Distribution
- Jean-Claude Carrière : Professeur Henri Quissard
- Vania Vilers : François
- Bernard Le Coq : Jérôme
- Danièle Aymé : Catherine
- Ginette Tacchella : Mme Quissard
- Edmond Séchan : Dulac